# Baignade biologique
 (novembre 2008).
Si vous disposez d'ouvrages ou d'articles de référence ou si vous connaissez des sites web de qualité traitant du thème abordé ici, merci de compléter l'article en donnant les références utiles à sa vérifiabilité et en les liant à la section « Notes et références ».

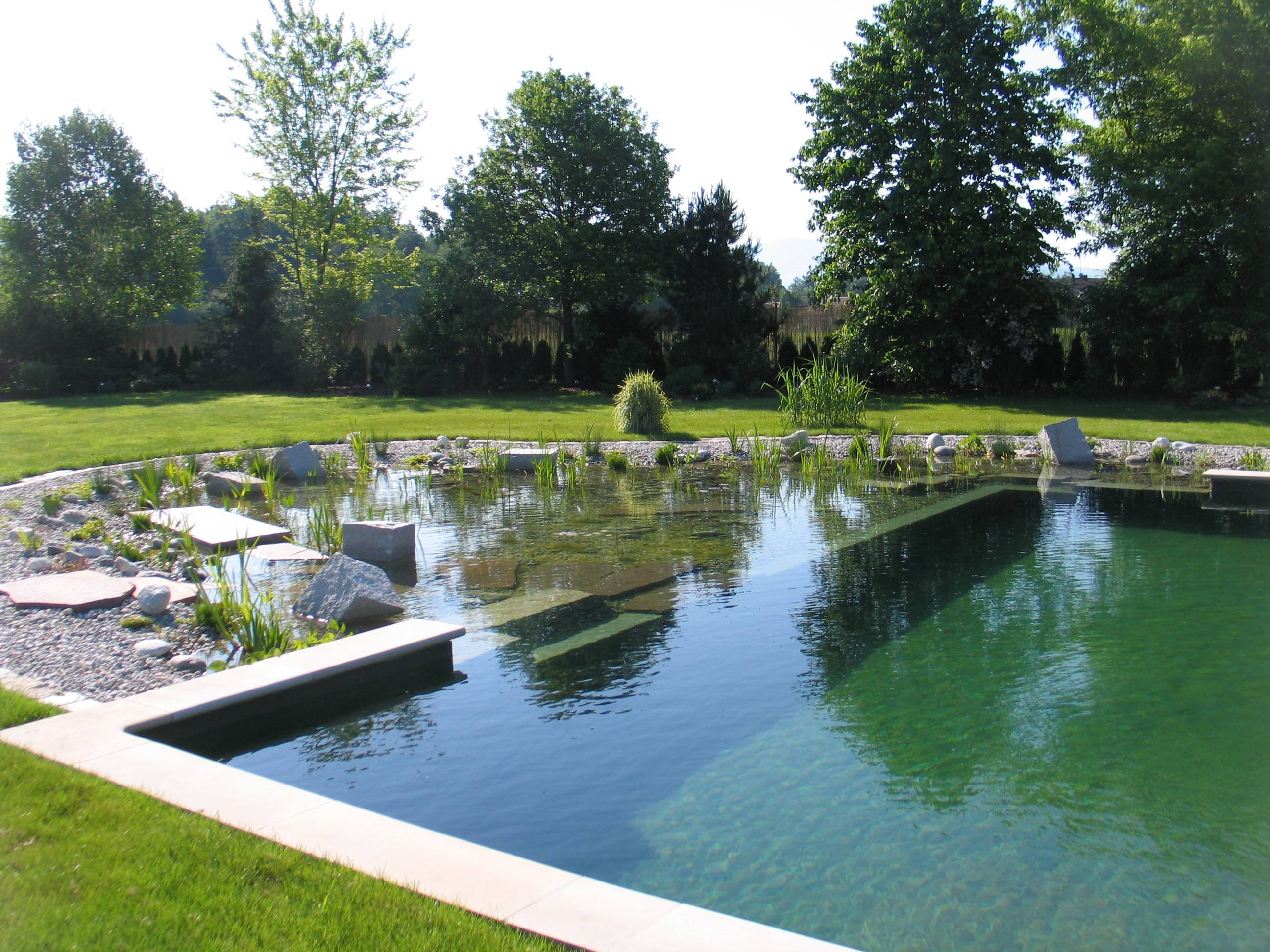
Exemple d'une piscine biologique.

Un bassin de baignade biologique, appelé plus couramment piscine biologique, piscine naturelle ou encore étang de baignade, est un type de bassin fonctionnant grâce à l'action de certaines bactéries et de plantes aquatiques (principe du lagunage), reproduisant ainsi les mécanismes à l'œuvre dans le milieu naturel. 
Selon l'AFNOR, ce type de bassins, lorsqu'il n'est pas maçonné n'est pas considéré comme une piscine mais est assimilable à un bassin de jardin.
L'eau peut être l'eau de réseau, une eau pluviale récupérée et/ou d'eau issue de pompage ou de rivière, ce qui selon les pays nécessite diverses autorisations ou précautions. Il est important d'analyser cette eau avant tout projet.
Concernant la baignade semi-publique et publique accueillant donc du public, le législateur a défini la réglementation dans des textes de lois publiés au journal officiel en avril 2019.

## Dénominations
Selon sa taille, sa forme, son objectif premier et son principe de fonctionnement, la piscine biologique a de nombreuses dénominations : 
- piscine naturelle ;
- piscine bio-minérale ;
- piscine écologique ;
- bassin biologique, bassin écologique ;
- bassin de baignade naturel ;
- baignade naturelle ;
- étang de baignade ;
- etc.

Par contre aucune de ces appellations n'est correcte, la norme AFNOR Terminologie piscines a retenu le terme de « baignade artificielle » pour éviter la confusion avec les piscines dont l'eau doit être désinfectée (ce qui détruirait les bactéries indispensables présentes dans l'eau) et désinfectante (ce qui détruirait les plantes utilisées dans la filtration de ce type de bassins). Ce terme a aussi été repris par l'AFFSET (englobé au sein de l'ANSES) dans ses différentes études sur le sujet.

## Origines
Le concept simple de la piscine naturelle est utilisé en Australie depuis de nombreuses années[réf. nécessaire], on l'appelle toujours par son nom commun dam (petit étang creusé à l'origine pour abreuver les animaux des fermes). 
Les mentalités évoluent depuis les années 1990 à cause du réchauffement climatique et la recherche a développé ce nouveau procédé de piscine naturelle vivante qui invite la nature à reprendre ses droits.
En Europe, l'Autriche, l'Allemagne, les Pays-Bas, la Suisse, n'ont pas hésité à sauter les premiers dans la vague du développement durable et du jardin aquatique. Néanmoins la plus grande baignade biologique d'Europe se trouve en France.

## Principes

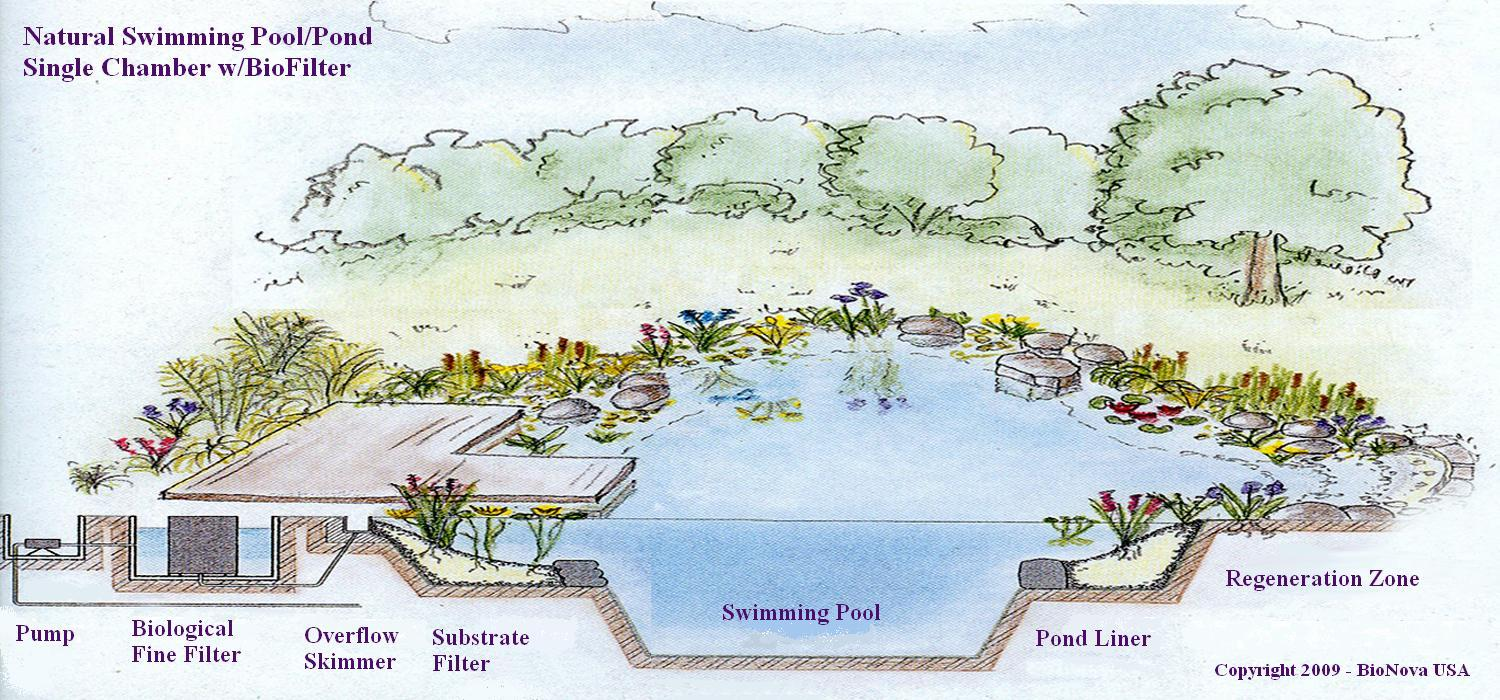
Schéma démontrant le principe d'une piscine biologique avec lagunage.

Le milieu naturel, lorsqu'il n'est pas trop pollué, s'auto-épure constamment, et un équilibre s'installe grâce notamment à l'action naturelle des micro-organismes qui y vivent. Au sein des baignades naturelles certaines bactéries présentes dans l'eau ainsi que les végétaux installés dans le lagunage visent ce principe. Elles sont généralement composées de deux zones différentes : 
- une zone centrale de baignade qui représentent entre un tiers et la moitié de la surface totale ;
- une zone de lagunage où des plantes aquatiques purifient l'eau et qui peut être périphérique ou se trouver dans un autre bassin. Cette dernière est moins profonde et est parfois découpée en plusieurs parties successives.

Le développement d'un véritable écosystème « faune/flore » favorise la qualité et l'équilibre de l'eau. Le biotope est constitué essentiellement de plantes aquatiques macrophytes épuratrices (joncs, phragmites, iris…), mais aussi décoratives (papyrus, nénuphars, menthes, lotus…).
L’eau circule lentement entre les trois zones grâce à une petite pompe puis par gravité.
La zone végétalisée fonctionne sur le principe du marais filtrant et du lagunage naturel. Elle est appelée également « bassin de régénération ». Les plantes et leurs organismes symbiotes se chargent du nettoyage des polluants minéraux ou biologiques qui peuvent se trouver dans l’eau.
Le concept fait généralement appel à une approche écopaysagère nouvelle, le bassin ayant à prendre en compte l'environnement local (les plantes et organismes devant être adaptées à l'altitude, le pH naturel de l'eau, la température hivernale, l'ensoleillement, etc.).
Il est souvent possible de transformer une piscine classique en bassin naturel, comme à Marsac dans la Creuse. Un espace supplémentaire est alors nécessaire pour le lagunage de l'eau.

## Avantages
L'utilisation d'une bâche en EPDM est un procédé durable largement employé pour étanchéifier les toitures et réaliser de grandes retenues d'eau.
La baignade biologique ne nécessite aucune substance chimique (pas de chlore en particulier), ce qui permet la coexistence d'organismes utiles tels que grenouilles, libellules .
La baignade biologique permet une meilleure intégration paysagère. De plus, les piscines classiques sont l'objet de taxe mais pas les « bassins biologiques » lorsqu'ils sont construits à l'aide d'une simple bâche en EPDM et qu'ils ne sont pas maçonnés.
Les baignades avec une filtration biologique peuvent avoir toutes les dimensions. Elles peuvent être couvertes ou non, avec une nage à contre courant, etc.
Il s'agit d'une vraie alternative biologique et durable à la piscine traditionnelle.
Les baignades naturelles ne sont généralement pas chauffées ou ne le sont que légèrement en utilisant le soleil. En effet, une élévation de la température trop importante favorise la présence des bactéries et peut rendre le bassin de baignade impropre à son utilisation. La température doit ainsi être maintenue en dessous de 24 °C.

## Inconvénients
Le principal inconvénient du bassin de baignade naturelle est sa très forte consommation en eau. En effet, l'évaporation de l’eau y est beaucoup plus importante du fait de la zone de lagunage à faible profondeur. La surface additionnelle pour la régénération et l’oxygénation devant être au minimum équivalente à la surface de baignade, la surface totale est au minimum doublée de même que l’évaporation. De plus, la cascade d’aération obligatoire est aussi cause d’évaporation. Les plantes absorbent également une partie de l'eau. Enfin, contrairement aux piscines classiques, il est impossible de bâcher les bassins du fait de la présence des plantes, d’où une évaporation permanente. Les baignades biologiques ont ainsi une consommation d’eau beaucoup plus importante d’autant plus qu’il est généralement recommandé de ne pas laisser le niveau de la piscine biologique baisser. Il est raisonnable de compter sur une surconsommation de 50 m3 d’eau par an (ce volume varie évidemment en fonction des paramètres propres à chaque piscine).
Un lagunage mal réalisé peut vite se saturer. Les matières organiques peuvent s'accumuler au fil des années et finalement, boucher le circuit d'eau.   
Le principe de la baignade biologique impose une circulation continue de l’eau pour une bonne régénération ; une cascade est souvent présente sur le parcours de l'eau pour l'oxygénation de cette dernière. Il faut donc que la pompe électrique fonctionne en continu, contrairement aux piscines classiques où la pompe ne fonctionne que partiellement. Ceci provoque une consommation d’électricité beaucoup plus importante.
Du fait de sa consommation plus importante d’eau et d’électricité, la piscine biologique ne peut généralement pas être qualifiée d’écologique.
L’utilisation des crèmes solaires chimiques y est généralement déconseillée.
Pour éviter la prolifération des algues, il est préférable que la zone de végétation ne soit pas exposée en plein soleil mais dans une zone ombragée. Il faut de plus limiter la chute des feuilles, dont l'accumulation amène l'eutrophisation du milieu. Il est donc important d'inclure ce critère lors du choix des plantes environnantes. Dans certains cas, la pose de filets s’impose.
Pour les baignades avec lagunage la température de l’eau ne doit pas dépasser les 24 °C sous peine d’être envahie de bactéries.
La piscine municipale de Combloux est un test grandeur nature de ce type de baignade. Durant l’été 2009, la température ambiante a conduit à une élévation de l’eau jusqu’à 26 °C. Une colonie de staphylocoques dorés s'y est développée, entraînant l’obligation de la fermeture de la baignade,.
Pour pallier le problème d’élévation de température et pour anticiper ce genre de prolifération, le service technique est contraint de renouveler en partie l’eau des bassins par de l’eau potable à 10 °C ce qui permet de ramener la température de l’eau de baignade à 24 °C.